# 洛斯莫利諾斯 (加利福尼亞州)
洛斯莫利諾斯（英語：Los Molinos）是位於美國加利福尼亞州蒂黑馬縣的一個人口普查指定地區。

## 地理
洛斯莫利諾斯的座標為40°01′28″N 122°05′58″W / 40.02444°N 122.09944°W，而該地最高點為海拔高度75米（即246英尺）。

## 人口
根據2010年美國人口普查的數據，洛斯莫利諾斯的面積為5.743平方千米，當中陸地面積為5.682平方千米，而水域面積為0.061平方千米。當地共有人口2037人，而人口密度為每平方千米354人。